# Quizizz
Wayground (formerly Quizziz) — індійська компанія-розробник освітнього програмного забезпечення. Заснована у 2015 році, штаб-квартира знаходиться у Санта-Моніці, Каліфорнія, з офісом у Бенгалуру, Карнатака, Індія.